# Course de côte du Gaisberg
La Course de côte du Gaisberg (ou Gaisbergrennen), près de Salzbourg, était une compétition automobile et pour motocyclettes autrichienne notamment disputée avant-guerre en été, à 5 reprises consécutives. Le mont Gaisberg culmine à 1 288 mètres d'altitude, dans le massif du Salzkammergut.

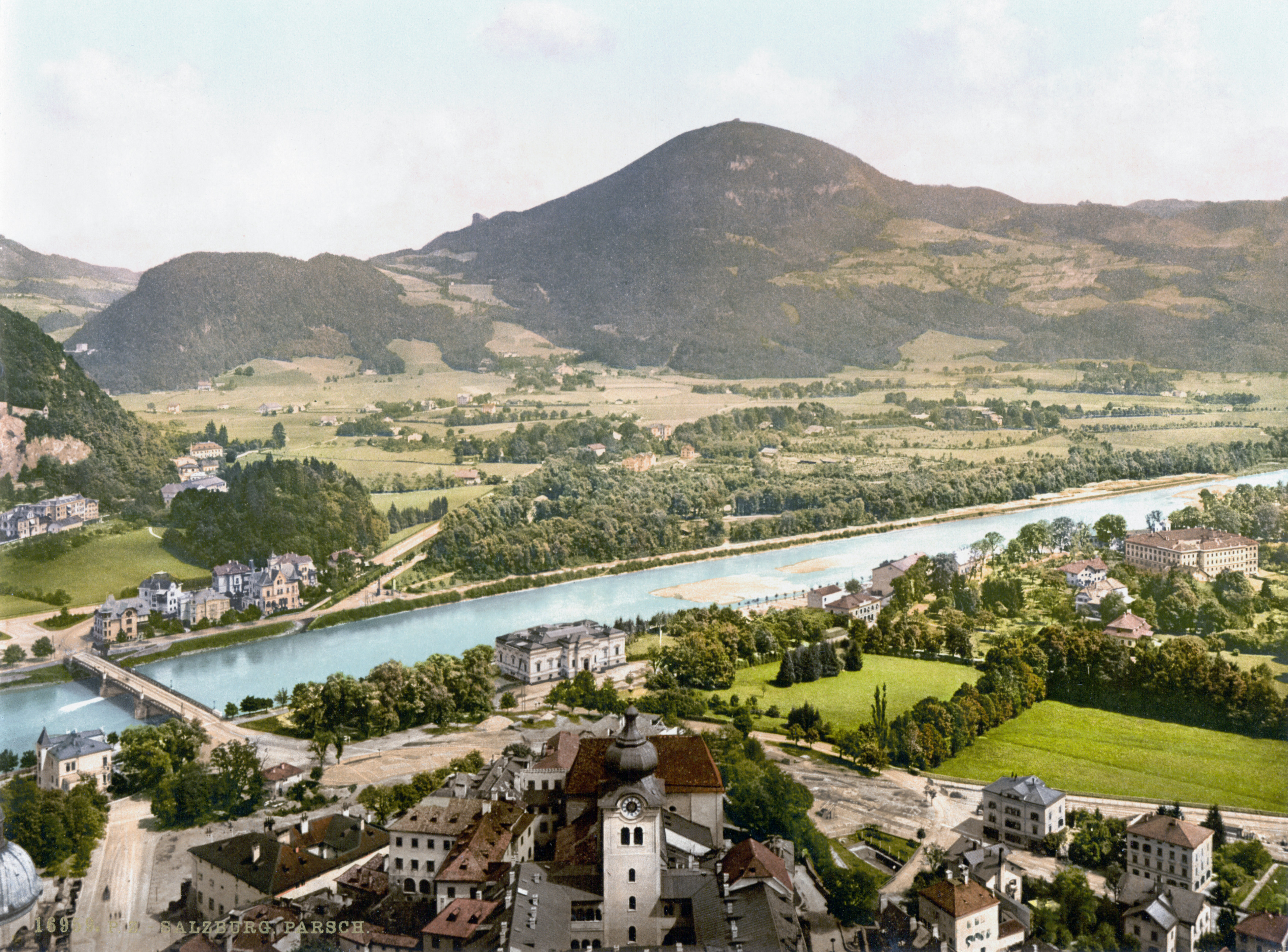
Le Gaisberg vu de l'est (zone de Salzbourg), au début du XXe siècle.

## Histoire

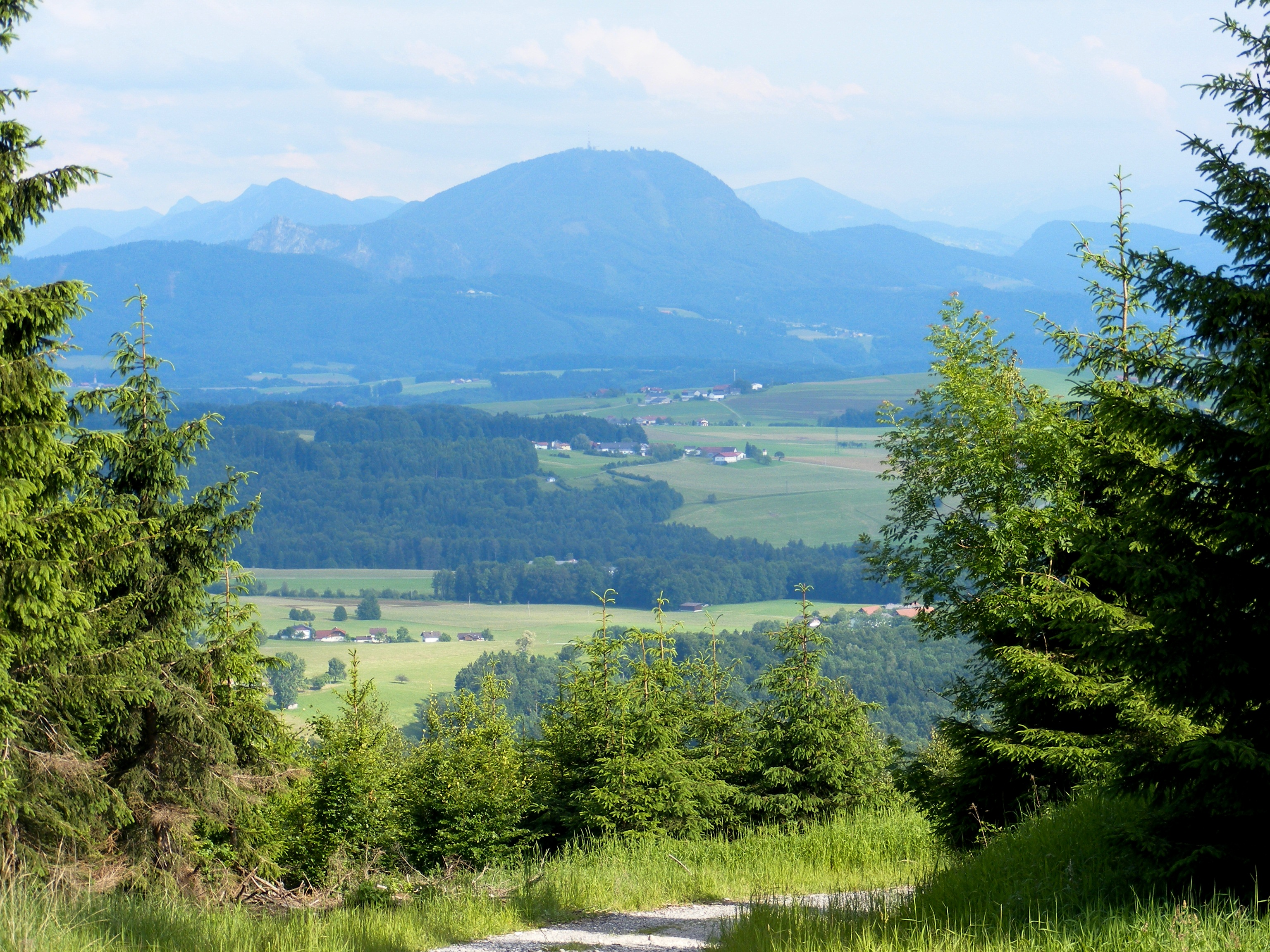
Le Gaisberg de nos jours (depuis l'Haunsberg).

Le Baron Franz von Preuschen, président du Salzburger Automobilclubs et vivant à Salzbourg-Aigen, donne le coup d'envoi de la première édition. Le commentaire de la deuxième est diffusé sur les ondes radiophoniques. Il est de Bernhard Paumgartner et de Wolfgang von Karajan.
Avec un trajet long de 11,9 kilomètres, elle est intégrée au Championnat d'Europe de la montagne avant-guerre en 1932 et 1933 (pour les deux dernières éditions de ce dernier). Le comte Carlo Felice Trossi réussit à établir un temps de 7 min 42 s 57 sur le trajet, pour sa dernière année d'existence (1933).
En octobre 1952 est organisée une course de moto, gagnée par Helmut Krackowizer sur une BSA 350cm3.
Dès 1957, cette côte pour sa première nouvelle édition internationale de l'après-guerre est intégrée au nouveau Championnat d'Europe de la montagne (comme troisième manche). La course se joue entre la mi-août (le plus souvent) et la mi-septembre (sauf en 1964 à la fin juin, alors qu'elle se dénomme à l'époque l'Österreich Berg Grand Prix, ou plus exactement l'International Grosser Bergpreis von Österreich Gaisberg - Salzburg). Les motos ne sont plus représentées.
Le fils du directeur de course avant guerre, Fritz Stengl, le devient à son tour pour la plupart des années.
Le triple vainqueur Gerhard Mitter -tout comme Sepp Greger, quant à lui trois fois consécutivement- a réussi à obtenir des victoires à dix années d'écart. Jean Behra est l'un des rares français reconnus à avoir affronté la pente.
La côte du Gaisberg fut le théâtre de plusieurs accidents mortels, ce qui contribua à sa disparition. Le parcours est alors de 8,6 kilomètres, et le record de l'ascension est établi en 1968 par Mitter en 3 min 41 s 5.
10 000 spectateurs assistent à la dernière course du 7 septembre 1969. Toni Pelizzoni perd encore la vie, sur Fiat Abarth 2000 P.
Une course Historic est régulièrement organisée sur place durant les années 2000 et 2010, avec aussi des présentations des véhicules sur circuit.

## Palmarès avant-guerre

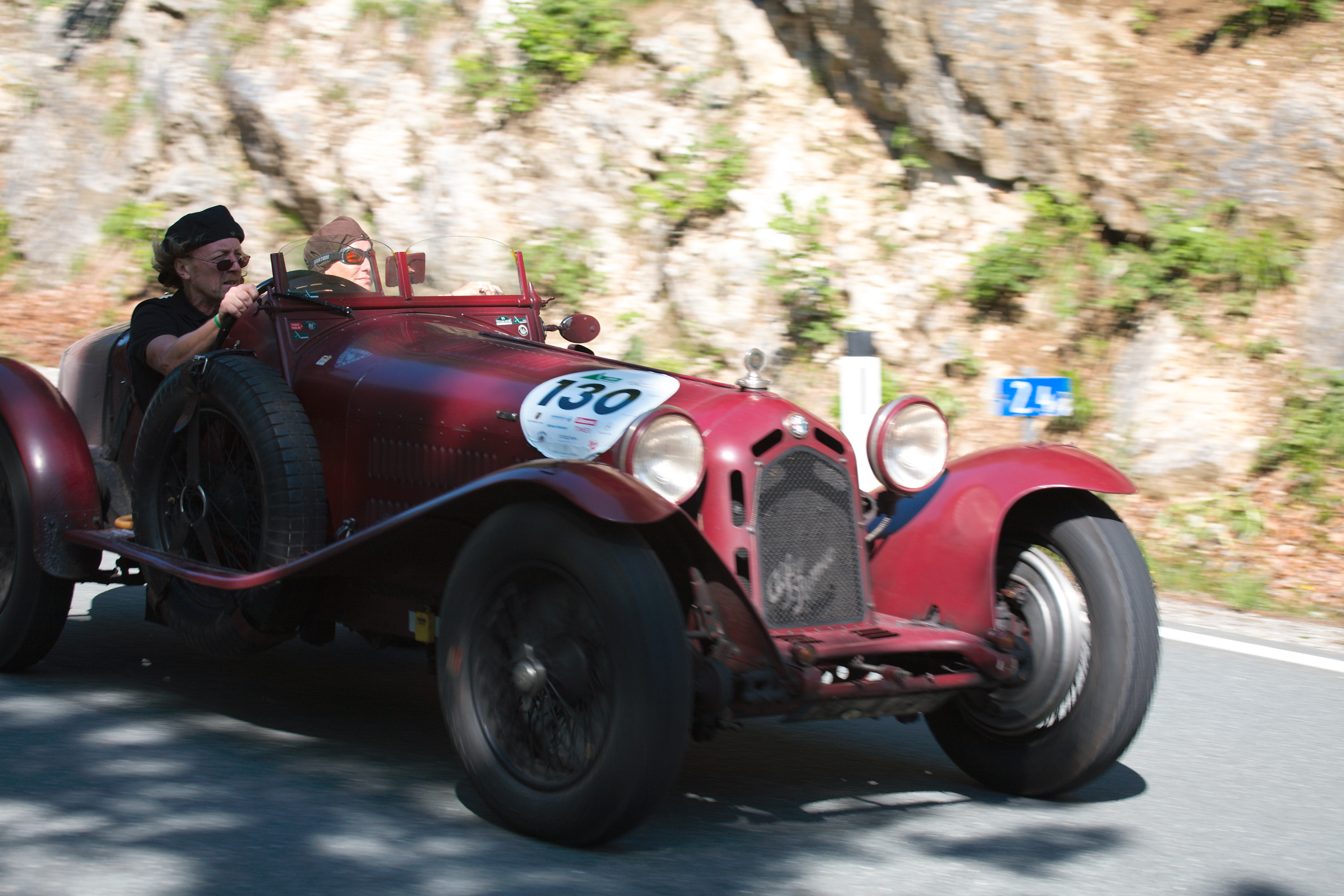
Une Alfa Romeo 8C Monza à la Gaisbergrennen Historic de 2009.

| Année | Vainqueur                    | Écurie                   |
| ----- | ---------------------------- | ------------------------ |
| 1929  | Max von Arco-Zinneberg (de), | Mercedes-Benz SSK        |
| 1930  | Heinrich-Joachim von Morgen  | Bugatti T35B             |
| 1931  | Heinrich-Joachim von Morgen  | Bugatti T35B             |
| 1932  | Rudolf Caracciola            | Alfa Romeo Tipo B        |
| 1933  | Carlo Felice Trossi          | Alfa Romeo 8C 2600 Monza |

## Palmarès en Championnat d'Europe après-guerre

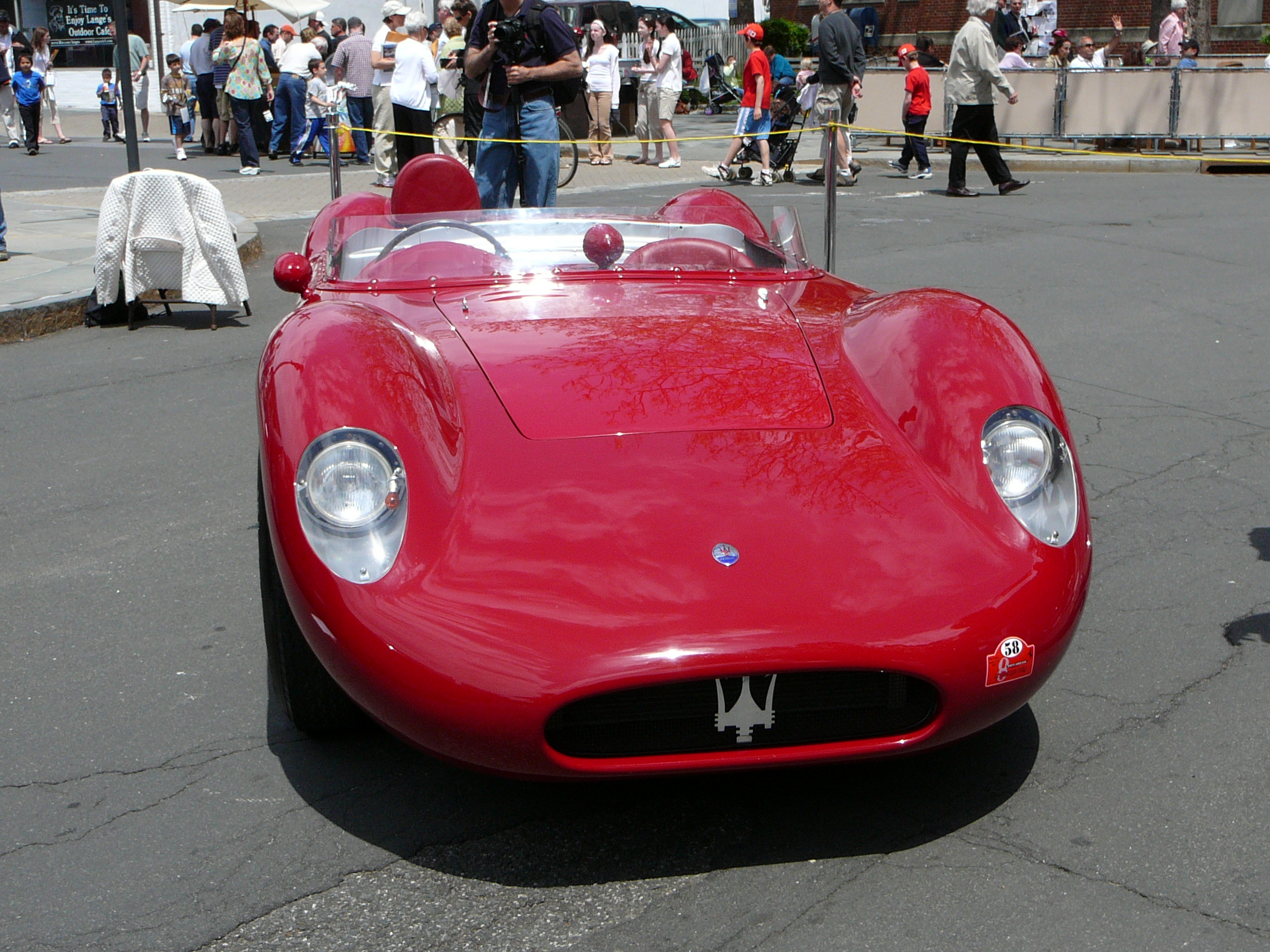
La Maserati 200SI de Willy Daetwyler en 1957.

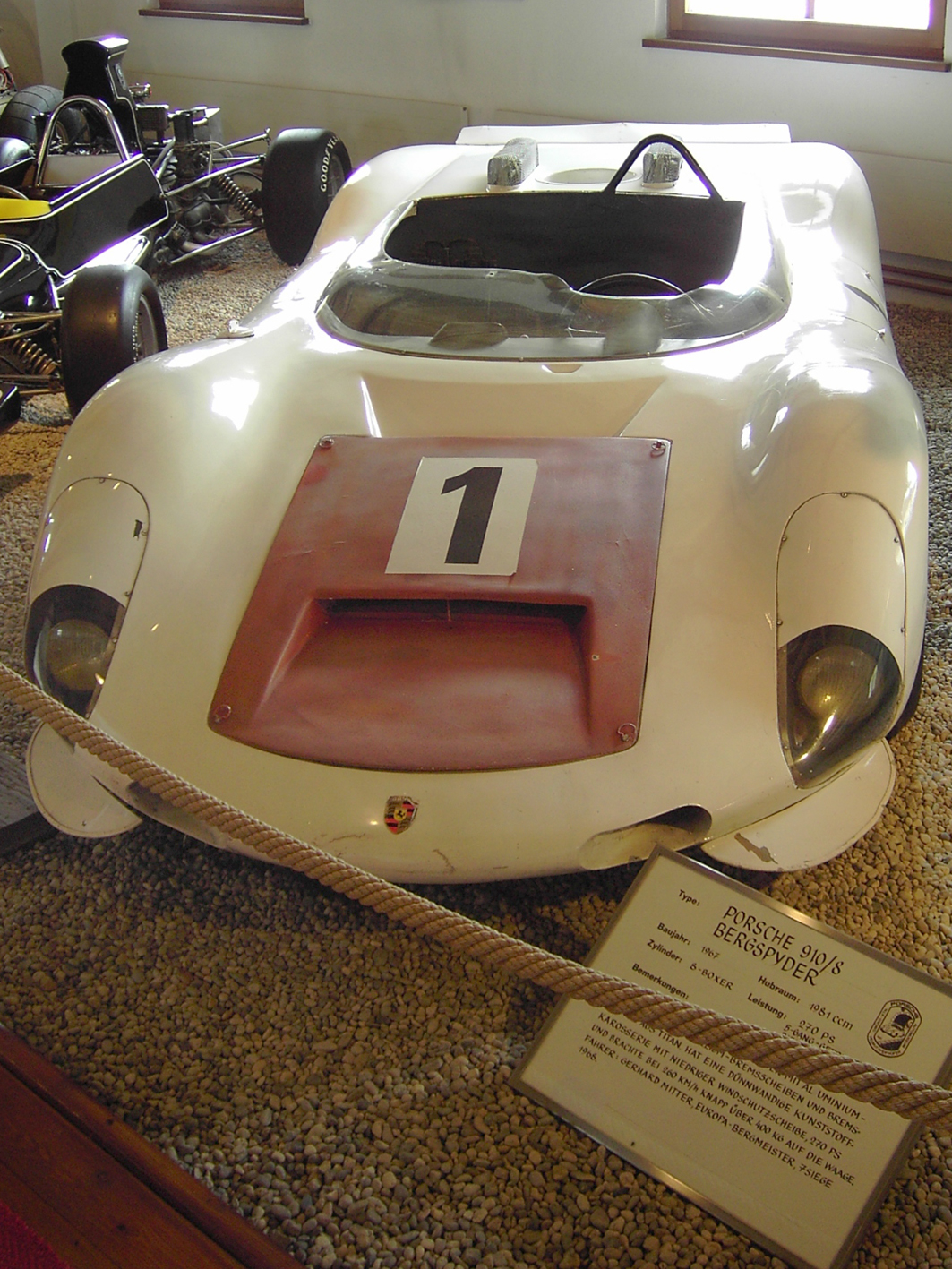
La Porsche 910 Bergspyder de Gerhard Mitter (Porsche Museum).

| Année | Vainqueur                 | Écurie                 |
| ----- | ------------------------- | ---------------------- |
| 1957  | Willy Peter Daetwyler     | Maserati 200SI         |
| 1958  | Wolfgang Berghe von Trips | Porsche 718 RSK        |
| 1959  | Gerhard Mitter            | DKW Mitter 1100        |
| 1960  | Sepp Greger               | Porsche RSK1600        |
| 1961  | Sepp Greger               | Porsche RSK1600        |
| 1962  | Sepp Greger               | Porsche RS             |
| 1963  | Edgar Barth               | Porsche RS61           |
| 1964  | Edgar Barth               | Porsche RS61           |
| 1965  | Michel Weber              | Porsche 904 GTS        |
| 1966  | Gerhard Mitter            | Porsche 910 Coupe      |
| 1967  | Rolf Stommelen            | Porsche 910 Bergspyder |
| 1968  | Gerhard Mitter            | Porsche 910 Bergspyder |
| 1969  | Arturo Merzario           | Abarth 2000S           |